# Ernst Buchholz (Jurist)
Robert Otto Ernst Buchholz (* 10. Juli 1905 in Hamburg; † 5. April 1967 ebenda) war ein deutscher Jurist.

## Leben und Wirken
Ernst Buchholz war ein Sohn von Franz Buchholz. Der Vater arbeitete als Postdirektor in der Hamburger Oberpostdirektion. Ernst Buchholz besuchte ab 1912 eine Realschule in Eydtkuhnen. Mit dem Ausbruch des Ersten Weltkriegs wechselte er 1914 an eine Oberrealschule in Hamburg-Eimsbüttel, an der er 1924 das Abitur ablegte. Laut Zeugnis hatte er die „ausgesprochene Begabung zu formvollendeter Darstellung, reiches Wissen, sicheres Urteil, mannigfache Neigungen sowie ausgesprochen künstlerische Interessen“. Danach arbeitete er ein halbes Jahr bei der Exportfirma F. D. Breit, fand an einer kaufmännischen Tätigkeit jedoch kein Gefallen.
Ab 1925 studierte Buchholz Jura an der Universität Hamburg und wechselte ein Jahr später an die Universität Berlin. Im November 1929 bestand er die erste juristische Staatsprüfung. Danach arbeitete er als Referendar im öffentlichen Dienst in seiner Geburtsstadt. Zum 1. Mai 1933 trat er in die NSDAP ein (Mitgliedsnummer 3.029.924) und bestand einen Monat später die zweite Staatsprüfung. Da er 1927/28 dem Demokratischen Studentenbund angehört hatte, beobachteten ihn die Nationalsozialisten 1937 zeitweise. Buchholz arbeitete zunächst für ein Jahr beim Amtsgericht Hamburg, wo er zum Hilfsrichter befördert wurde. Seit 1937 wirkte er als Staatsanwalt, später als Oberstaatsanwalt und Leitender Oberstaatsanwalt.
1933 heiratete Buchholz in erster Ehe die Künstlerin Ruth Maetzel, mit der er zwischen 1935 und 1944 drei Kinder bekam, die alle im künstlerischen Bereich wirkten. Die letzten Monate des Zweiten Weltkriegs 1944/45 verbrachte die Familie im Künstlerhaus Maetzel in Hamburg-Volksdorf.
Nach Kriegsende leitete Buchholz ab September 1945 die Gnadenabteilung und verantwortete die Justizpressestelle. Dadurch konnte er seinen künstlerischen Neigungen nachgehen. Er verfasste Hörspiele und Aufsätze, erwarb Grafiken und unterhielt Kontakte zu Alfred Kubin, Ludwig Meidner, Joachim Ringelnatz, Arno Holz, Stefan Zweig und Heinrich Mann. Außerdem sammelte er Kunstwerke von Paul Klee, Ernst Ludwig Kirchner, Lyonel Feininger und George Grosz. Der Maler Conrad Felixmüller gestaltete ein Doppelporträt, das er „Selbst mit Ernst Buchholz“ nannte. Buchholz gehörte dem Vorstand des Hamburger Kunstvereins an und unterstützte die Griffelkunst-Vereinigung Hamburg.
In der Folgezeit setzte sich Buchholz für die Freiheit der Kunst ein. Dabei beteiligte er sich an politischen Diskussionen zur Einschätzung der Jugendgefährdung, des „gesunden Volksempfindens“, von „Obszönitat“ und „Unzucht“. Zur Debatte stand, ob in der öffentlichen Darstellung das Sittlichkeitsgefühl des „Normalmenschen“, so Buchholz, oder die grundgesetzlich vorgesehene Freiheit der Kunst als Kriterium angelegt werden sollte. Auslöser der Diskussionen waren Kunstwerke von Horst Janssen und Georg Baselitz, Bücher von Jean Genet und Hans Henny Jahnn, Bühnenbilder von Gustaf Gründgens in Düsseldorf oder Hans-Ulrich Schmückle in Augsburg oder der Film Das Schweigen. Von 1948 bis 1966 schrieb Buchholz zahlreiche Plädoyers und Gutachten und hielt Vorträge, in denen er sich für einen liberalen Umgang mit Kunst einsetzte. Der Bundesgerichtshof folgte seinen Einschätzungen 1962. Das Hamburger Amtsgericht wandte nach einem Plädoyer des Juristen die liberale Praxis erstmals bei dem Roman „Notre Dame des Fleurs“ an und stufte ihn als „nicht unzüchtig“ ein.
1959 heiratete Buchholz in zweiter Ehe Ruth Delia Kurth, geborene Kahns. Seine zweite Ehefrau schrieb unter dem Namen Ruth Hermann für Die Zeit. Während dieser Zeit eröffnete der Jurist Ausstellungen und trat als kämpferischer Redner auf. Am 31. März 1958 wurde er vor dem Hanseatischen Oberlandesgericht zum Generalstaatsanwalt befördert. In seiner Antrittsrede sagte er, dass „die absolute Weisung an das Gesetz“ allen Weisungen vorzuziehen sei. Im Rahmen der Mariotti-Prozesse äußerte sich der Jurist von der Pressebank und forderte, dass die Angeklagte Eva Mariotti von ihrem Schweigerecht Gebrauch machen dürfe und dies nicht als Schuldeingeständnis zu werten sei.
1965 wurde Buchholz zum Ehrenmitglied der Freien Akademie der Künste in Hamburg ernannt. Außerdem engagierte er sich im Beirat des Deutschen Schriftstellerverbands.

## Würdigung

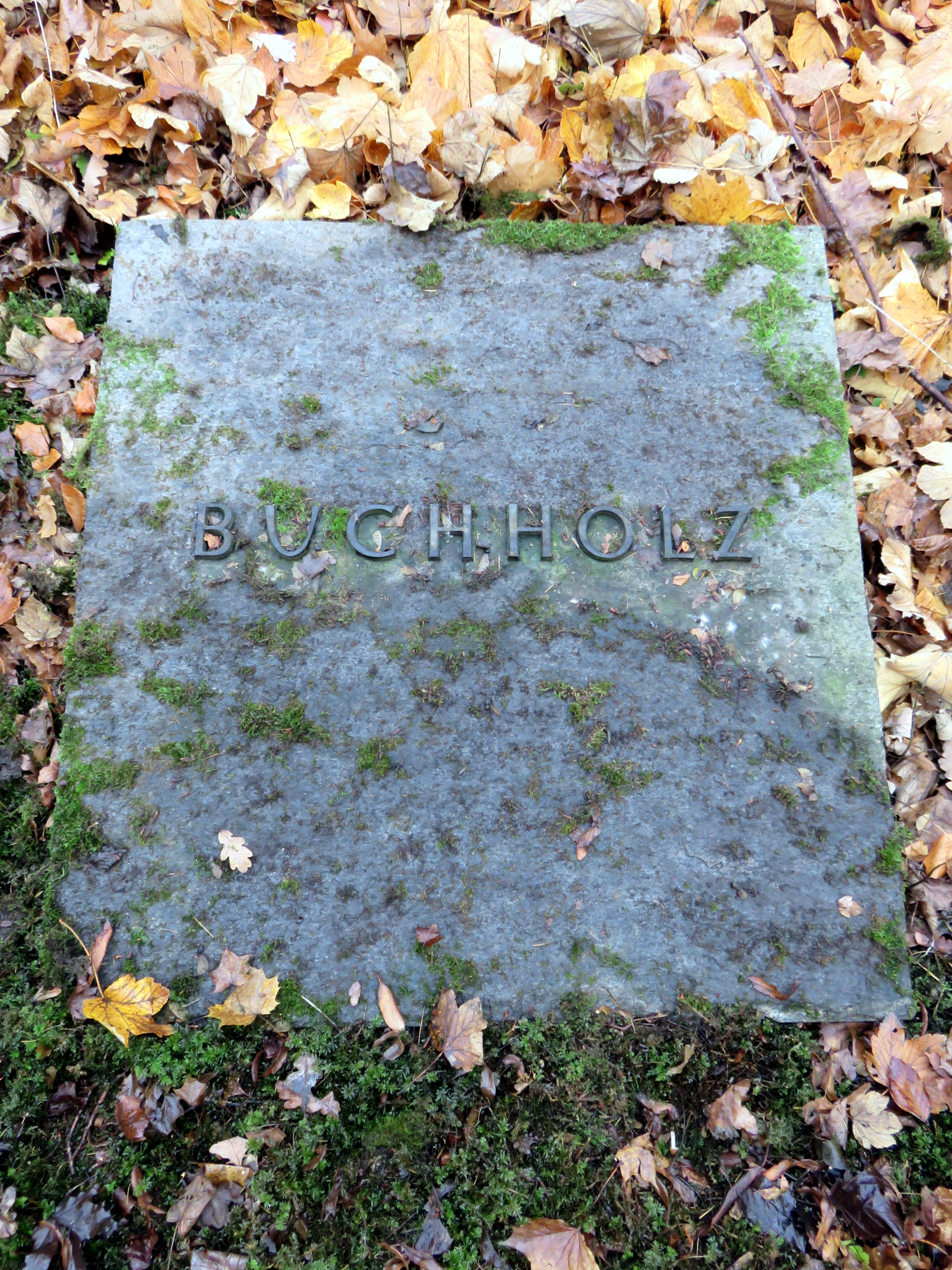
Grabstätte Buchholz auf dem Friedhof Ohlsdorf

Bei der Beisetzung auf dem Friedhof Ohlsdorf im Planquadrat AD 25 westlich von Kapelle 6  bezeichnete Rudolf Augstein Ernst Buchholz als einen Rechtsgaranten für Bürger und Angeklagte. „Dieser Staatsanwalt hat die Freiheit des Wortes und der Kunst verteidigt wie kein Zweiter“, so der Verleger in der Trauerrede.
Der Schriftsteller Horst Janssen erwähnte Buchholz später in seinem Buch Hinkepott. Er sei ein gestandener Mann gewesen, „1,90 m hoch, kompakt geformt, mit dem unheimlichsten Blau in der Iris“. Buchholz sei eine „very important person“ gewesen, die sich selbst als „Freidemokrat – der er war“ gesehen habe und als „Beschützer und Förderer der Künste“ galt, so Janssen.